# Navalpino (kommun)
Navalpino är en kommun i Spanien.   Den ligger i provinsen Provincia de Ciudad Real och regionen Kastilien-La Mancha, i den centrala delen av landet, 150 km sydväst om huvudstaden Madrid. Antalet invånare är 260.